# 孔嶷
孔嶷（?—?），表字成功，东晋时鲁郡人。孔子二十三代孫，孔曜玄孙，孔讚曾孙，孔羡之孙，孔震之子。
晋明帝太宁三年（325年）孔嶷袭封奉圣亭侯，五十七岁去世，儿子为孔撫。《晋书》和《宋书》记载晋明帝下诏让孔亭一年四季祭祀孔子，并非孔嶷。根据孔继涑分析，可能是北魏所封崇圣大夫孔乘，追尊自己的高祖父孔嶷为嫡裔奉圣亭侯，而正史记载的东晋南朝所封的孔亭等数人，子孙不嗣，家乘失传。

## 参看
- 孔子
- 孔子世家大宗世系
- 孔子世系
- 孔子世家大宗世系图
- 孔子世家总世系图 (中兴祖前)